# Pietro Micca (sommergibile 1917)
Il Pietro Micca è stato un sommergibile della Regia Marina.

## Storia
Il suo primo comandante fu il capitano di corvetta Albino Bottini, sostituito, il 16 luglio 1918, dal parigrado Giuseppe Diaz.
Divenuto operativo nell'agosto 1918, il 28 del mese fu dislocato a La Spezia ed effettuò qualche missione antisommergibile e difensiva delle rotte mercantili sino a novembre.
Dal novembre 1918 al 1920 operò in aree non ancora smobilitate.
Tornato poi a La Spezia, vi fu impiegato per l'addestramento unitamente agli altri sommergibili della sua classe.
Posto sotto il diretto controllo del Comando Forze Navali nel luglio 1923, continuò ad essere impiegato per l'addestramento in Mar Tirreno.
Nell'ottobre 1925 passò al neocostituito Comando Divisione Sommergibili.
Prese parte all'esercitazione del giugno 1926 – al comando del capitano di corvetta Romeo Oliva – ed alla rivista navale di Ostia.
Svolse crociere addestrative nel Tirreno sino al 1930, anno della sua radiazione. 
Fu poi demolito.